# Dora Tchakounté
Dora Meiriama Tchakounté (Yaundé, Camerún, 23 de marzo de 1995) es una deportista francesa que compite en halterofilia.
Ganó dos medallas en el Campeonato Europeo de Halterofilia, en los años 2021 y 2024. Participó en los Juegos Olímpicos de Tokio 2020, ocupando el cuarto lugar en la categoría de 59 kg.

## Palmarés internacional
| Campeonato Europeo | Campeonato Europeo | Campeonato Europeo | Campeonato Europeo |
| Año                | Lugar              | Medalla            | Categoría          |
| ------------------ | ------------------ | ------------------ | ------------------ |
| 2021               | Moscú (Rusia)      | Medalla de bronce  | 59 kg              |
| 2024               | Sofía (Bulgaria)   | Medalla de plata   | 59 kg              |